# Brigada 2 Artilerie (1918-1920)
Brigada 2 Artilerie a fost o mare unitate de artilerie, de nivel tactic, din Armata României, care a participat la acțiunile militare postbelice, din perioada 1918-1920, fiind formată din Regimentul 9 Artilerie și Regimentul 14 Obuziere. Brigada a făcut parte din compunerea de luptă a Diviziei 2 Infanterie, comandată de generalul Ioan Jitianu. :p. 333

## Compunerea de luptă
În perioada campaniei din 1919, brigada a avut următoarea compunere de luptă::p. 333
- Brigada 2 Artilerie

- Regimentul 9 Artilerie - comandant: colonel Toma Popescu

- Divizionul 1 - comandant: locotenent colonel Alexandru Stănescu
- Divizionul 2 - comandant: maior Dumitru Simniceanu

- Regimentul 14 Obuziere

- Divizionul 1 - comandant: locotenent colonel Nicolae Stoenescu
- Divizionul 2 - comandant: maior Dumitru Chiciu

## Participarea la operații

### Campania anului 1919
În cadrul acțiunilor militare postbelice,  Brigada 2 Artilerie a participat la acțiunile militare în dispozitivul de luptă al Diviziei 2 Infanterie, participând la Operația ofensivă la vest de Tisa. :p. 333

## Comandanți
- General Ioan Dejoianu